# Paralaxita orphna
Paralaxita orphna är en fjärilsart som beskrevs av Jean Baptiste Boisduval 1836. Paralaxita orphna ingår i släktet Paralaxita och familjen Riodinidae. IUCN kategoriserar arten globalt som livskraftig. Inga underarter finns listade i Catalogue of Life.

## Bildgalleri

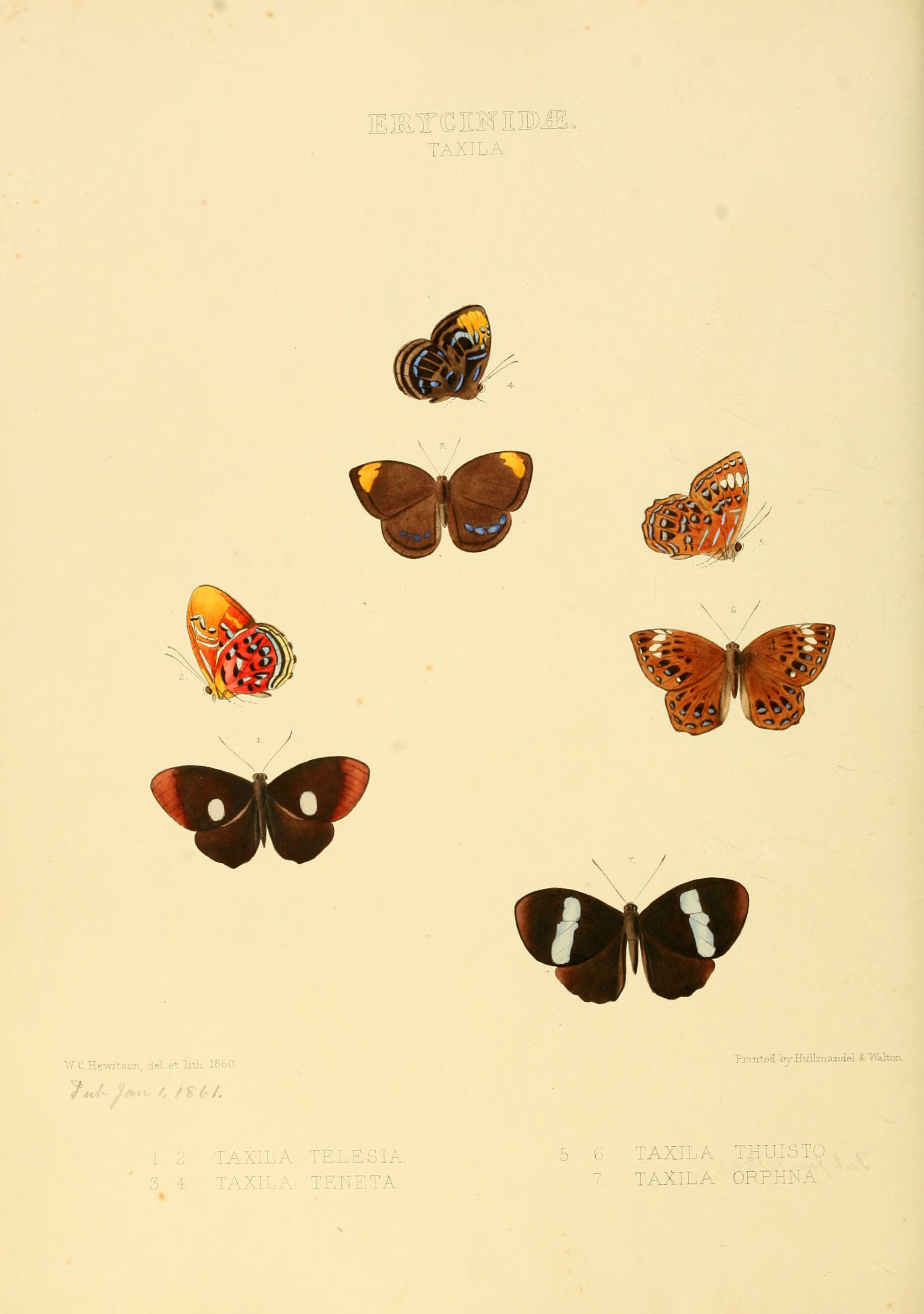
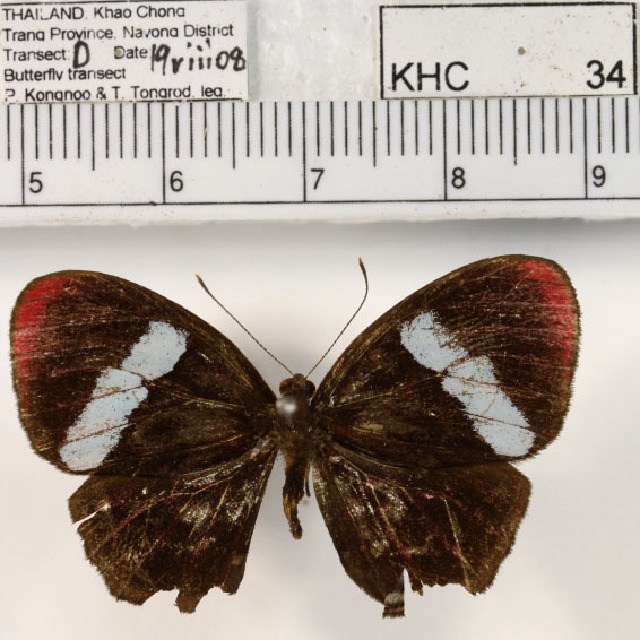
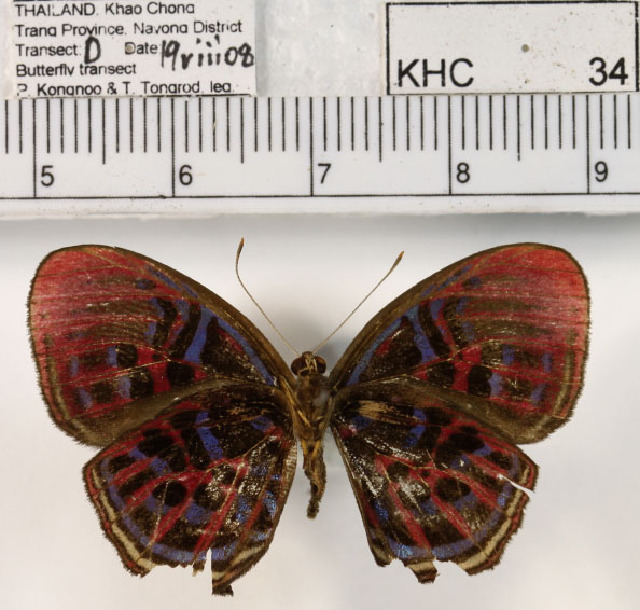